# Беспальче
Беспа́льче (укр. Безпальче) — село в Гельмязовской сельской общине Золотоношского района Черкасской области Украины.
Село расположено на левом берегу реки Супой, за 18 км от районного центра — пгт Драбов и за 31 км от железнодорожной станции Драбово-Барятинское.
Село Беспальче — административный центр Беспальчевского сельского совета.

## История
Первое исторический источник, в котором упоминается село Безпальч, — карта Украины, составленная французским инженером Бопланом и издана в середине XVII века в Руане (Франция). В 1622 году оно числится в списке населенных пунктов, принадлежавших к Переяславскому староству
С 1734 года в селе Воскресенская церковь.
До административно-территориальной реформы 2020 года входило в состав Драбовского района Черкасской области.